# Merosargus hoffmanni
Merosargus hoffmanni är en tvåvingeart som beskrevs av Lindner 1935. Merosargus hoffmanni ingår i släktet Merosargus och familjen vapenflugor. Inga underarter finns listade i Catalogue of Life.